# Procambarus regalis
Procambarus regalis är en kräftdjursart som beskrevs av Hobbs och Robison 1988. Procambarus regalis ingår i släktet Procambarus och familjen Cambaridae. IUCN kategoriserar arten globalt som otillräckligt studerad. Inga underarter finns listade i Catalogue of Life.